# Bockenau
Bockenau est une municipalité allemande située dans le land de Rhénanie-Palatinat et l'arrondissement de Bad Kreuznach.

## Histoire
Bockenau est très anciennement peuplé. On a découvert les restes d'une villa romaine du IIIe siècle. Il appartient à partir du XIIe siècle au comté de Sponheim qui cesse d'exister à l'époque des guerres napoléoniennes. Entre Bockenau et Winterburg, se trouvait un prieuré de bénédictines (Nunkirchen) qui appartenait à la comtesse Jutta von Sponheim, l'éducatrice d'Hildegarde de Bingen.